# Nickelback
Nickelback (transkr. Nikelbek) kanadski je post-grandž/alternativni rok bend. Osnovali su ga u Hani (Kanada) Čad Kruger, Majk Kruger, Rajan Pik i Brandon Kruger, kojeg kasnije zamjenjuje Danijel Ader. Ime benda dolazi još iz dana kad je Maajk Kruger radio u lokalnom kafiću, pa je, vraćajući mušterijama ostatak, govorio „Here's your nickel back“ (Izvolite kusur).
Bend u Kanadi ima ugovor sa producentskom kućom EMI, a u ostatku sveta sa Roadrunner Records.

## Istorija
Prvo izdanje benda bio je EP (extended play, tj. kraći album) od 7 pesama pod imenom Hesher 1996. godine, kada je snimljen i prvi pravi album Curb. „Fly“ je pesma objavljena na oba albuma i ona je prvi singl benda. Izvođena je samo na lokalnim radio stanicama.
Sledeći album je bio The State, koji je izdat kao nezavisni album. Nickelback su tada potpisali ugovor s kućom EMI i Roadrunner Records. The State je tad ponovno izdat u Kanadi i SAD-u 2000. godine od EMI-a i Roadrunner Recordsa; postao je zlatni u Kanadi i SAD-u. Godine 2001. idaju novi album Silver Side Up, koji ih smešta među „mainstream“ - izvođače.
Singl „How You Remind Me“ je bio veliki uspeh, istovremeno na vrhu i kanadskih i američkih top lista. Sledeći singl s albuma, , takođe je postigao dobre rezultate. Poslednji singl sa ovog albuma, , takođe. Čad Kruger 2002. godine radi zajedno sa grupom drugih izvođača na temu "Spajdermena", u pesmi „Hero“. Nickelback 2003. godine izdaje novi album The Long Road. Vodeći singl je bio „Someday“.
Peti studijski album All The Right Reasons iz 2005. godine dao je pet singlova koji su u SAD-u završili na jednom od prvih 5 pozicija: „Photograph“, „Savin' Me“, „Far Away“, „If Everyone Cared“, „Rockstar“. Čak 3 od njih su postale top 10 singlovi u SAD-u.
Godine 2008. izašao je novi album Dark Horse, za koji je vodeći singl trebalo da bude pesma „If Today Was Your Last Day“, no na kraju su se predomislili pa je to bila pjesma „Gotta Be Somebody“. Novi album je pušten u prodaju 18. novembra, a na njemu je radio Mat Lang.

## Diskografija
- (1996)
- (2000)
- (2001)
- (2003)
- (2005)
- (2008)
- (2011)
- No Fixed Address (2014)
- Feed the Machine (2017)
- Get Rollin' (2022)

## Spoljašnje veze
- Zvanični veb-sajt
- Nickelback na sajtu  (jezik: engleski)